# Abersychan
Abersychan est une ville et une communauté du borough de comté de la Torfaen, au pays de Galles. Elle est située à quelques kilomètres au nord de Pontypool.

## Toponymie
Le nom Abersychan fait référence à la situation de la ville à l'embouchure (aber en gallois) de la Sychan, un affluent de l'Afon Lwyd (en).

## Démographie
Au recensement de 2011, la communauté d'Abersychan, qui comprend aussi les villages et hameaux de Cwmavon (en), Garndiffaith (en), Pentwyn (en), Talywain (en), Varteg (en) et Victoria Village (en), comptait 7 064 habitants.